# Parnac, Lot
Parnac är en kommun i departementet Lot i regionen Occitanien i södra Frankrike. Kommunen ligger i kantonen Luzech som tillhör arrondissementet Cahors. År 2022 hade Parnac 382 invånare.

## Befolkningsutveckling
Antalet invånare i kommunen Parnac
| Referens: INSEE |